# لورن تاتل
لورن تاتل (انگلیسی: Lurene Tuttle; ۲۹ اوت ۱۹۰۷ – ۲۸ مهٔ ۱۹۸۶) هنرپیشه اهل ایالات متحده آمریکا بود.

## بازیگری در رادیو
وی برای اولین بار در سال ۱۹۳۶ در رادیو تاتل به همراه دیک پاول در نمایش رادیویی هتل هالیوود به ایفای نقش پرداخت.

## گزیده فیلمشناسی
از فیلم‌ها یا برنامه‌های تلویزیونی که وی در آن نقش داشته‌است می‌توان به آثار زیر اشاره کرد.
- تام، دیک و هری (فیلم ۱۹۴۱) (۱۹۴۱)
- بازگشت به خانه (فیلم ۱۹۴۸) (۱۹۴۸)
- مکبث (فیلم ۱۹۴۸) (۱۹۴۸)
- آقای بلندینگ خانه رؤیایی خود را می‌سازد (۱۹۴۸)
- زندگی خودش (۱۹۵۰)
- فردا هم روز خداست (۱۹۵۱)
- زحمت در زدن به خودت نده (۱۹۵۲)
- نیاگارا (فیلم) (۱۹۵۳)
- تهمت (فیلم ۱۹۵۶) (۱۹۵۷)
- بوی خوش موفقیت (۱۹۵۷)
- روانی (فیلم ۱۹۶۰) (۱۹۶۰)
- اسب در کت و شلوار فلانل خاکستری (۱۹۶۸)
- سربلند (فیلم ۱۹۷۳) (۱۹۷۳)
- شاهد (فیلم ۱۹۸۳) (۱۹۸۳)